# Erich Hirte
Erich Georg Hirte (* 17. Mai 1904 in Hörnitz, Königreich Sachsen; † 24. Mai 1996) war ein tschechoslowakischer Politiker (Sudetendeutsche Partei) deutscher Nationalität. Er war von 1935 bis 1938 Abgeordneter des Tschechoslowakischen Abgeordnetenhauses.

## Leben und Werk
Hirte stammte aus Sachsen, der Heimat seiner Mutter. Seine Eltern zogen mit ihm aus beruflichen Gründen nach Böhmen. Nach dem Schulbesuch schlug Hirte eine Ausbildung zum Ingenieur ein. 1928 machte er sich als Elektroingenieur in der Stadt Zwickau in der Tschechoslowakei selbstständig.
1935 wurde er Mitglied der Sudetendeutschen Partei (SdP). Nach dem Rücktritt von Alfred Netwich zog er Ende 1935 für die SdP in das Abgeordnetenhaus der Tschechoslowakei ein. Nach der deutschen Besetzung des Sudetenlandes infolge der Sudetenkrise und des Münchner Abkommens erlosch sein Mandat am 30. Oktober 1938. Sein weiteres Schicksal ist unbekannt.